# Bob Graham
Daniel Robert "Bob" Graham, född 9 november 1936 i Coral Gables, Florida, död 16 april 2024 i Gainesville, Florida, var en amerikansk demokratisk politiker. 
Han var Floridas guvernör 1979–1987. Han representerade sedan Florida i USA:s senat 1987–2005.

## Biografi
Graham avlade 1959 grundexamen vid University of Florida. Han avlade 1962 juristexamen vid Harvard Law School. Han blev 1966 invald i Floridas representanthus. Han var ledamot av Floridas senat 1970–1978. Graham valdes 1978 till Floridas guvernör och omvaldes fyra år senare. Han besegrade ämbetsinnehavaren Paula Hawkins i senatsvalet 1986. Han omvaldes 1992 och 1998.
Graham var ordförande i senatens underrättelseutskott 2001 och 2001–2003. Han meddelade 27 februari 2003 att han kandiderade i presidentvalet i USA 2004. Han drog tillbaka sin kandidatur 7 oktober 2003. Han placerade sig sist i opinionsmätningarna bland de demokratiska kandidaterna.